# International Securities Identification Number
International Securities Identification Number, ISIN (pol. Międzynarodowy Numer Identyfikacyjny Papierów Wartościowych) – międzynarodowy kod identyfikacyjny nadawany papierom wartościowym emitowanym na rynkach finansowych. Kodem ISIN oznacza się jednoznacznie papiery wartościowe lub prawa z/do papierów wartościowych (akcje wskazanej emisji, obligacje skarbowe, bony skarbowe, opcje notowane na giełdzie, prawa do akcji, notowane prawa poboru) lub instrumenty finansowe niebędące papierami wartościowymi (np. jednostki uczestnictwa funduszy inwestycyjnych).  Kody ISIN stosowane są przy wskazywaniu składników portfela w transakcjach rynkowych (np. w potwierdzeniach przekazywanych elektronicznie, rozliczeniach), w raportowaniu (np. od 2010 – dla NBP). 
W Polsce od 1 lipca 1996 nadawaniem i utrzymywaniem w rejestrach kodów ISIN zajmuje się Krajowy Depozyt Papierów Wartościowych.

## Budowa kodu
Kod ISIN jest kodem alfanumerycznym składającym się z 12 znaków (liter lub cyfr) podzielonych na trzy części funkcjonalne. Pierwszy człon to dwuliterowy kod kraju, zgodny z normą ISO 3166. Kolejne 9 znaków to identyfikator przyznany w obrębie danego kraju a ostatni znak to cyfra kontrolna obliczona według rozszerzonego algorytmu Luhna. Struktura kodu ISIN została zdefiniowana w standardzie ISO 6166. 